# Moingt (rivière)
Pour les articles homonymes, voir Moingt (homonymie).
Le Moingt est une rivière du département de la Loire, dans la région Auvergne-Rhône-Alpes et un affluent du Vizézy, donc un sous-affluent de la Loire par le Lignon du Forez.

## Géographie
La longueur de son cours d'eau est de 22,6 kilomètres. Dans sa partie haute, il est aussi connu sous le nom de ruisseau de Cotoyet ou le Cotayet. Le SANDRE confirme  la confluance avec le Vizézy.
Il prend sa source dans les monts du Forez, à 1 056 m d'altitude, sur la commune de Lérigneux, au nord-ouest de la montagne de Baudoux, entre les lieux-dits Fond du Sac et Boisseanlée.
Il conflue avec le Vizézy, sur la commune de Mornand-en-Forez, à 354 m d'altitude à l'est des étangs de Bullieux, étang Justice et étang Bourru, et légèrement en aval (500 mètres) de la confluence du Vizézy avec le Comolon à 357 m d'altitude.

### Communes et cantons traversés
Dans le seul département de la Loire, le Moingt traverse les six communes suivantes, dans un seul canton, de l'amont vers l'aval, de Lérigneux (sources captées), Bard, Écotay-l'Olme, Montbrison, Savigneux, Mornand-en-Forez (confluence).
Soit en termes de cantons, le Moingt prend sa source, traverse et conflue dans le seul canton de Montbrison, dans l'arrondissement de Montbrison.

### Bassin versant
Le Moingt partage le bassin versant du 'Vizezy de sa source au Moingt (C)' (K075) de 149 km2.

### Organisme gestionnaire
L'organisme gestionnaire est l'EPTB Loire.

## Affluents
Le Moingt a cinq affluents référencés dont :
- le ruisseau du Bouchat, - aussi appelé dans Géoportail le  Charavan - (rd[note 1]) 10,8 km, sur les quatre communes de Bard, Écotay-l'Olme, Lézigneux et Verrières-en-Forez.
- ??? (rd) 0,6 km, sur les deux communes de Écotay-l'Olme, et Montbrison.
- le ruisseau de Grumard (rd) 4,3 km sur les trois communes de Lézigneux, Montbrison et Saint-Thomas-la-Garde.
- et un bras de plusieurs kilomètres qui contourne les étangs de Bullieux, Justice et Bourru.

### Rang de Strahler
Le rang de Strahler est de deux. 

## Aménagements et écologie

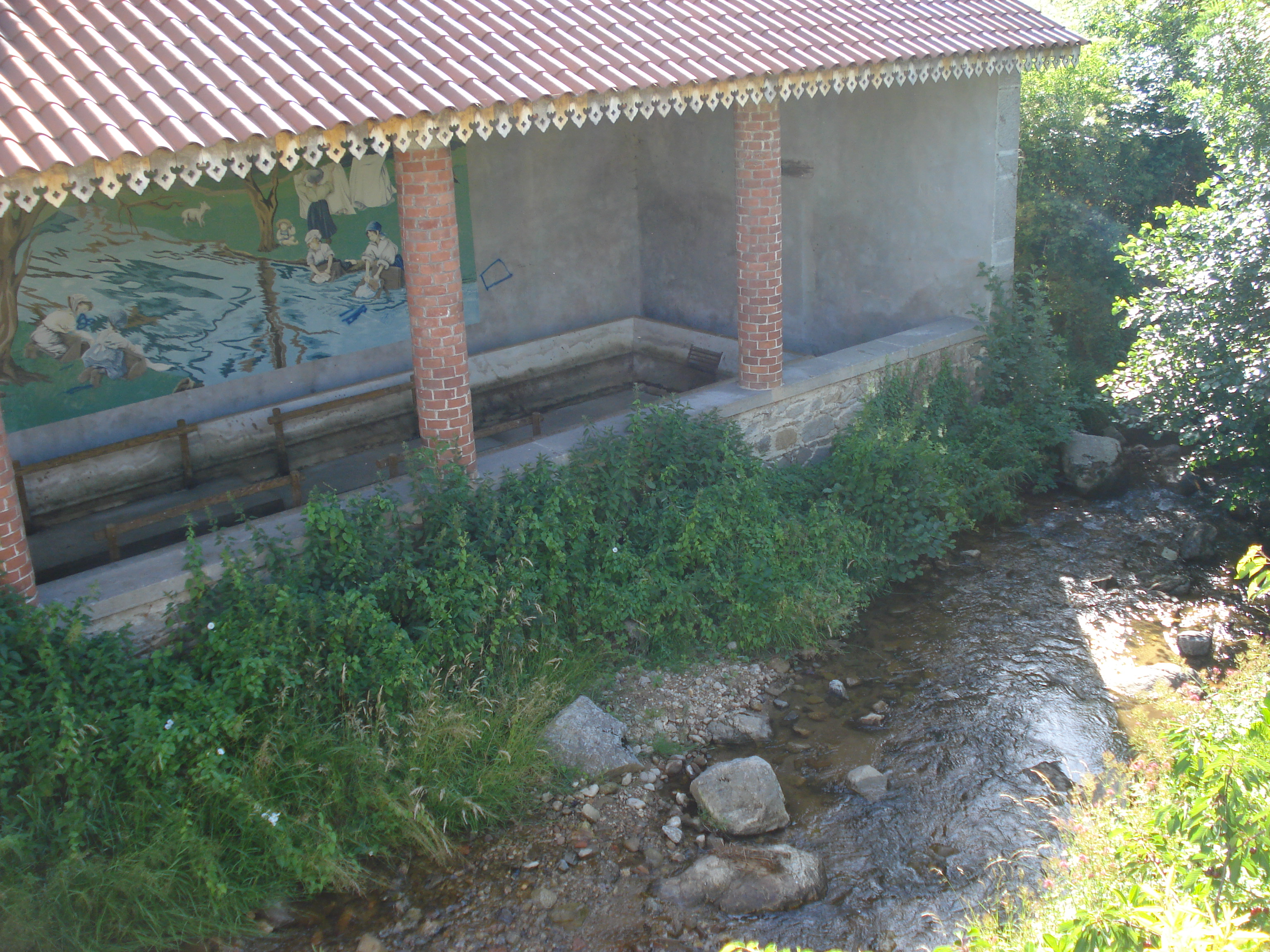
Lavoir à Moingt sur l'actuelle commune de Montbrison

Dans l'ancienne commune de Moingt, un grand lavoir - un des plus grands de la région - construit en 1892 et long de 17,5 mètres avait été installé,.
Le Moingt traverse le canal du Forez à Moingt.